# Maria Soave Alemanno
Maria Soave Alemanno (Nardò, 15 de abril de 1972) es una política italiana. Se desempeña como diputada en la XVIII legislatura de la República Italiana.

## Biografía
Nació en Nardò, Región de Apulia en 1972. Durante años trabajó como corredora de seguros.
Ella es miembro del Movimiento 5 Estrellas. En las elecciones generales de Italia de 2018 fue elegida para la cámara de diputados por la circunscripción uninominal de Apulia.